# Toyota Cressida
O Cressida é um sedan de grande porte, fabricado pela Toyota entre 1976 e 1992. Foi o automóvel responsável pela idealização de uma marca de luxo dentro da Toyota, que levou à criação da Lexus.

## Galeria

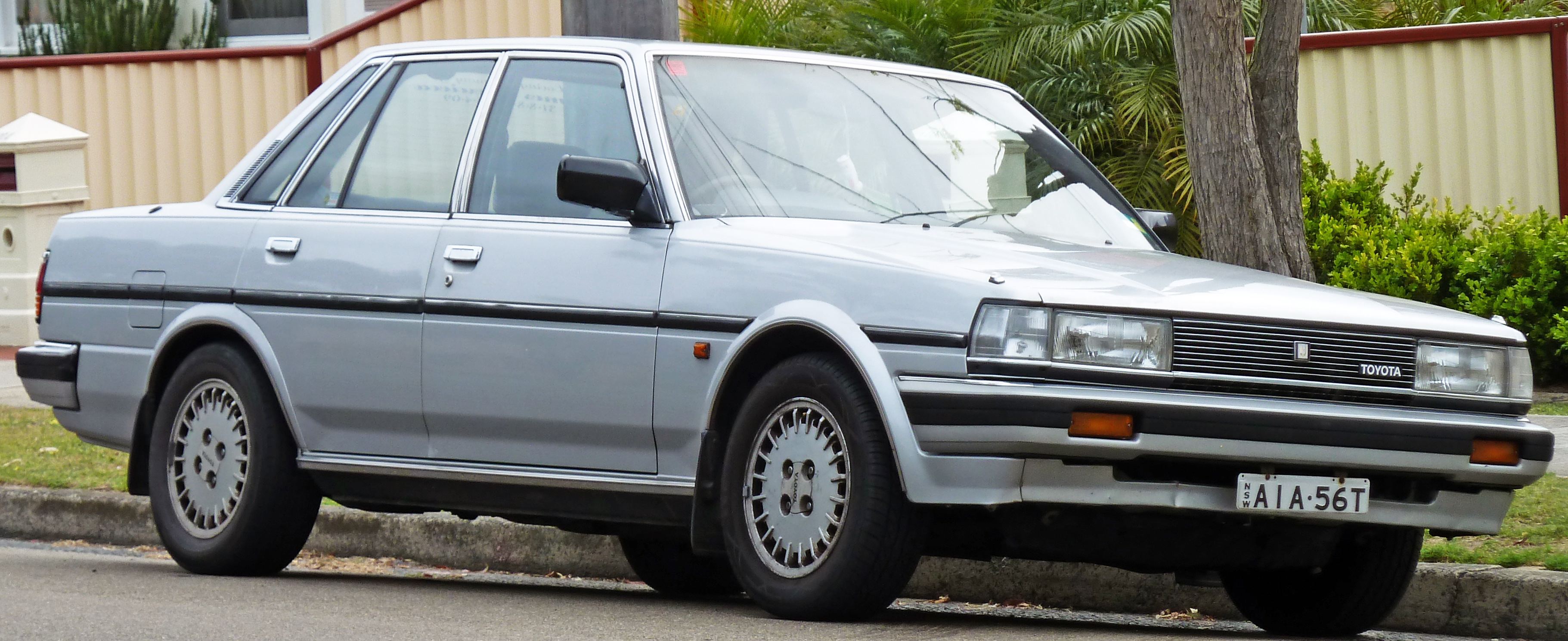
Toyota Cressida (1984)
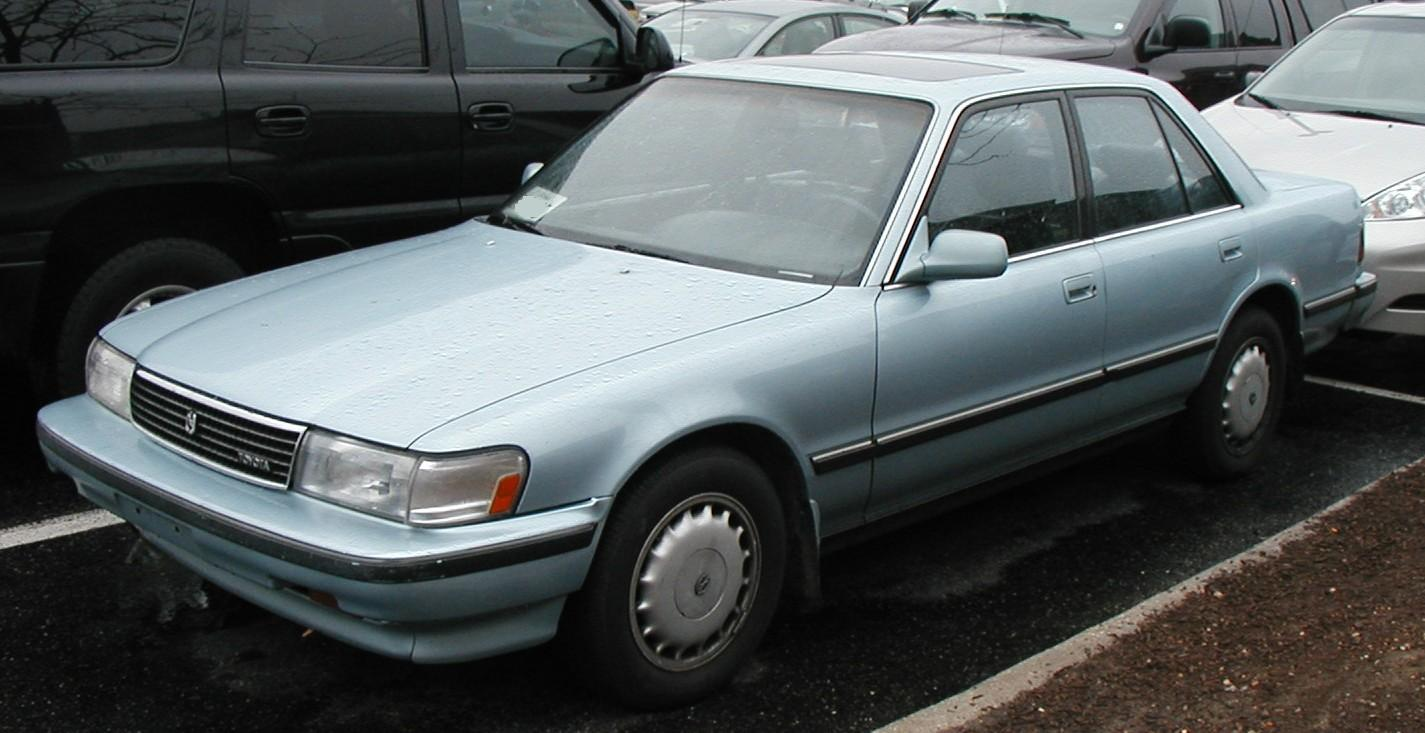
Toyota Cressida (1990)
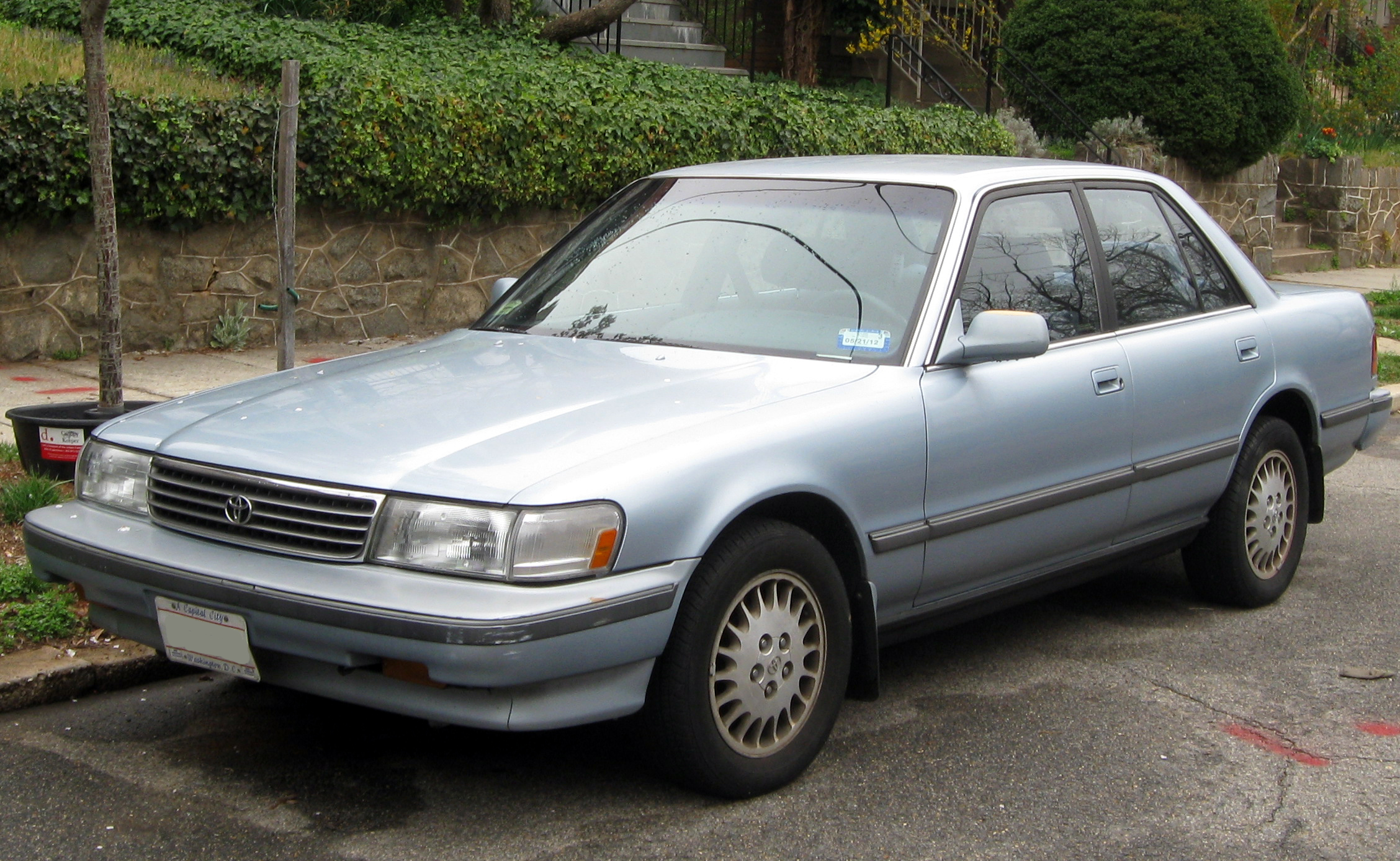
Toyota Cressida (1991)